# كونار صدئ
كونار صدئ (الاسم العلمي:Connarus ferrugineus) هو نوع من النباتات يتبع جنس الكونار من الفصيلة الكونارية.